# Размадзе, Галактион Самсонович
Галактион Самсонович Размадзе (1913 — 1988) — советский военный. Участник вооружённого конфликта у озера Хасан и Великой Отечественной войны. Герой Советского Союза (1944). Полковник.

## Биография
Галактион Самсонович Размадзе родился 21 августа 1913 года в селе Цмендаури Рачинского уезда Кутаисской губернии Российской империи (ныне в черте города Они, административного центра Онского муниципалитета края Рача-Лечхуми и Квемо-Сванети Грузии) в крестьянской семье. Грузин. Окончил среднюю школу и Кутаисский сельскохозяйственный техникум. До призыва на военную службу работал агрономом в земельном отделе Онского района Грузинской ССР.
В ряды Рабоче-крестьянской Красной Армии Г. С. Размадзе был призван Онским районным военкоматом Грузинской ССР в 1935 году. Служил в Забайкалье. В 1938 году Галактион Самсонович принимал участие в боях с японскими милитаристами у озера Хасан. После демобилизации вернулся в Грузию. Вскоре комсомольца Размадзе, прошедшего армейскую службу и имевшего опыт участия в боевых действиях, пригласили на работу в правоохранительные органы. Окончив в 1940 году школу НКВД, Галактион Самсонович служил следователем в Тбилиси. В 1941 году вступил в ВКП(б).
Вновь в Красную Армию Г. С. Размадзе был призван Тбилисским городским военкоматом 14 февраля 1942 года. Окончил военно-политические курсы. На фронте Галактион Самсонович с мая 1942 года в должности политрука. В связи с упразднением института военных комиссаров Г. С. Размадзе зимой 1943 года был направлен на курсы усовершенствования офицерского состава. Вновь на передовой старший лейтенант Г. С. Размадзе не позднее сентября 1943 года в должности командира 5-й стрелковой роты 190-го стрелкового полка 5-й стрелковой дивизии 63-й армии Брянского фронта. Участвовал в освобождении брянского промышленного района Орловской области в ходе Брянской операции. В начале октября 1943 года в связи с переформированием Брянского фронта 63-я армия была передана Центральному фронту. Рота Размадзе отличилась в боях за удержание и расширение плацдарма, захваченного частями дивизии на правом берегу реки Сож севернее города Ветка. В период с 12 по 16 октября 1943 года Галактион Самсонович со своими бойцами стойко удерживал занимаемые рубежи и, отражая многочисленные контратаки врага, нанёс ему большой урон в живой силе. 26 октября при прорыве немецкой обороны на плацдарме рота Размадзе, выполняя приказ командования, стремительно ворвалась в траншеи неприятеля и в ожесточённой рукопашной схватке сломила его сопротивление. Преследуя панически отступающего противника, бойцы Размадзе существенно продвинулись вперёд, тем самым блестяще выполнив поставленную задачу по расширению плацдарма. За период боёв на правом берегу Сожа рота старшего лейтенанта Размадзе уничтожила 7 ручных и 4 станковых пулемёта, 1 ротный миномёт и до двух рот вражеской пехоты. 29 октября 1943 года Галактион Самсонович был ранен, но быстро вернулся в строй. С удержанных на правом берегу реки Сож плацдармов в ноябре 1943 года 63-я армия в составе Белорусского фронта перешла в наступление в рамках Гомельско-Речицкой операции, в ходе которой значительно улучшила занимаемые позиции.
18 февраля 1944 года 63-я армия была расформирована, и 5-я стрелковая дивизия была передана в состав 3-й армии Белорусского (с 24 февраля 1944 года — 1-го Белорусского) фронта. Галактион Самсонович, к началу февраля получивший звание капитана, особо отличился во время Рогачёвско-Жлобинской операции. На рассвете 21 февраля 1944 года рота капитана Размадзе непосредственно во время артиллерийской подготовки вышла на берег Днепра и сходу первой форсировала водную преграду у села Селец-Холопеев Могилёвской области. Ворвавшись в первую линию вражеских траншей, бойцы Размадзе выбили оттуда немцев. Дальнейшее продвижение роты было остановлено шквальным пулемётным огнём. Галактион Самсонович оказался ближе всех к пулемётной точке противника. Передвигаясь по-пластунски, он скрытно подобрался к брустверу вражеского окопа и, прижав левой рукой ствол пулемёта к земле, автоматной очередью уничтожил его расчёт, дав возможность бойцам своей роты ворваться во вторую линию траншей и овладеть ею. Успешные действия роты Размадзе позволили основным силам 190-го стрелкового полка благополучно форсировать Днепр. Тем временем Галактион Самсонович со своей ротой стремительным броском вышел на шоссе Рогачёв — Быхов и, смяв немецкую оборону, захватил траншеи неприятеля, уничтожив при этом до взвода вражеской пехоты. Немцы, имевшие крупный гарнизон в деревне Калинина, при поддержке нескольких танков перешли в контратаку, но были отбиты с большими для них потерями. Продолжая стремительное наступление, рота Размадзе 23 февраля ворвалась в крупный опорный пункт немецкой обороны деревню Тощица. Заняв позиции в районе железнодорожной станции, Галактион Самсонович отразил пять яростных контратак пехоты противника, которую поддерживали танки и бронепоезд. В боях за станцию Тощица рота капитана Размадзе истребила до 40 солдат и офицеров вермахта. 25 февраля 1944 года, пробиваясь в реке Друть через топкие болота, которые не замерзали даже зимой, 5-я рота 190-го стрелкового полка под командованием Г. С. Размадзе северо-восточнее деревни Хомичи вошла в соприкосновение с крупными силами противника. Немцы, имея большое численное превосходство, попытались окружить и уничтожить роту, но Галактион Самсонович поднял своих бойцов в рукопашную и неожиданной дерзкой атакой разгромил противника и обратил его в бегство. В ходе ожесточённой схватки, действуя гранатами и автоматом, он лично уничтожил более двадцати немецких солдат и ещё одного взял в плен. Командир роты был трижды ранен, но разгорячённый боем, никак не хотел покидать часть, и был эвакуирован в госпиталь только по приказу командира полка. Всего за время войны Галктион Самсонович был ранен семь раз и один раз контужен. За образцовое выполнение боевых заданий командования на фронте борьбы с немецкими захватчиками и проявленные при этом отвагу и геройство указом Президиума Верховного Совета СССР от 23 июля 1944 года капитану Размадзе Галактиону Самсоновичу было присвоено звание Героя Советского Союза.
После возвращения в строй Г. С. Размадзе воевал на 2-м Белорусском фронте. В 1945 году Галактион Самсонович был направлен на курсы усовершенствования командного состава «Выстрел», по окончании которых продолжал службу в армии до 1946 года. В запас он уволился в звании майора. Позднее, в конце 1980-х годов ему было присвоено воинское звание полковника запаса. После увольнения из армии Г. С. Размадзе жил в Москве. До 1967 года был на административной работе, затем на пенсии. 27 апреля 1988 года Галактион Самсонович скончался. Похоронен в Москве на Пятницком кладбище (11 уч.).

## Награды
- Медаль «Золотая Звезда» (23.07.1944);
- Орден Ленина (23.07.1944);
- Орден Отечественной войны I степени (11.03.1985);
- Орден Красной Звезды (07.11.1943);
- Медали.

## Память

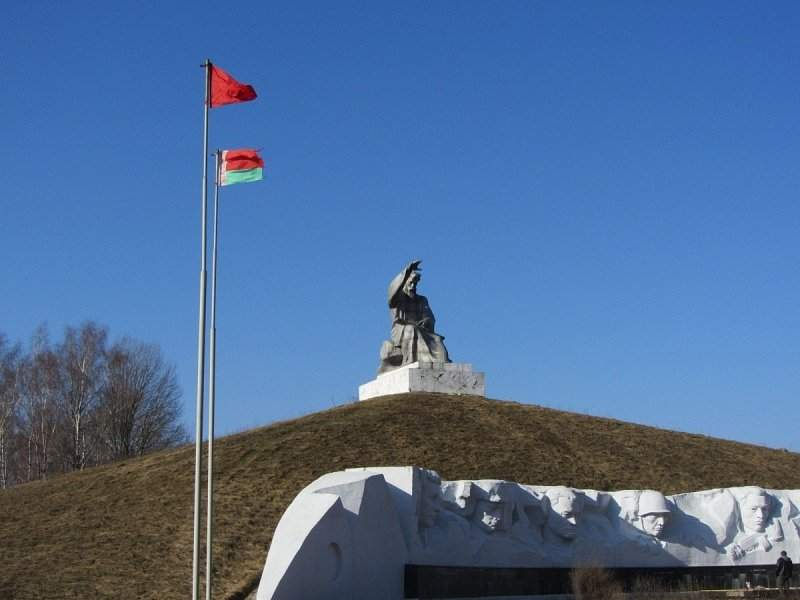
Мемориальный комплекс «Лудчицкая высота» около Лудчицы

- На стене мемориального комплекса «Лудчицкая высота» около Лудчицы Быховского района Могилёвской области Республики Беларусь указано имя и в камне высечен образ Героя с барельефами ещё пяти человек, которые отличились в боях с врагами на высоте 150.9 м и освобождении Быховщины, получивших звание Героя Советского Союза за бой на этой высоте.

## Документы
- Общедоступный электронный банк документов «Подвиг Народа в Великой Отечественной войне 1941—1945 гг.» Дата обращения: 6 октября 2013. Архивировано из оригинала 11 мая 2017 года.
- Представление к званию Героя Советского Союза.
- Указ Президиума Верховного Совета СССР о присвоении звания Героя Советского Союза.
- Орден Отечественной войны I степени (информация из карточки награждённого к 40-летию Победы.
- Орден Красной Звезды (наградной лист и приказ о награждении.